# Segon Concili d'Efes
El segon concili d'Efes, que a la historiografia cristiana catòlica es coneix com al lladrocini d'Efes, va ser el segon concili general celebrat a la ciutat d'Efes, del 8 al 22 d'agost del 449. Convocat per l'emperador Teodosi II el 30 de març d'aquest any, va ser presidit per Diòscor, bisbe d'Alexandria. La seva finalitat era revisar el procés contra Èutiques, i abordar el problema del monofisisme. És acceptat com a vàlid per les Esglésies ortodoxes orientals i rebutjat per l'Església catòlica i l'Església ortodoxa. Va ser explícitament repudiat pel Concili de Calcedònia del 451.

## Participants
Van participar-hi 127 bisbes, triats en la seva majoria entre els adherents a la posició monofisita.
El papa Lleó va enviar-hi tres llegats: Juli, bisbe de Pozzuoli, Renat, sacerdot de Roma (que va morir de camí) i el diaca Hilari. Aquests portaven una carta, coneguda com Tomus ad Flavianum, on Lleó assumia clarament una posició contrària al monofisisme. El Papa va demanar que en el concili aquests llegats presidissin les deliberacions i que qualsevol conclusió o decret sobre el monofisisme prengués com a base la carta. Així mateix no es va donar possibilitat de vot als qui abans havien participat en la condemna de Èutiques i no es va permetre a Teodoret de Cir participar en el concili.

## Temes tractats
La finalitat de la reunió era revisar les condemnes i el procés contra Èutiques, la doctrina del qual va ser validada pels pares conciliars prenent posició a favor de les tesis monofisites. Aquesta doctrina, que havia nascut com a reacció a l'arrianisme sostenia que Crist tenia una sola physis o naturalesa, la divina, i que la humana que hauria assumit en encarnar-se quedava totalment fosa (confosa) fins al punt de ja no ser humana, en la divina.
Després de retirar les condemnes a Èutiques i condemnar al seu torn com a heretges als qui sostinguessin que Crist tenia dues naturaleses: una humana i una divina, es va procedir a atacar, per mitjà de la guàrdia imperial, a Flavià de Constantinoble i Eusebi de Dorilea. Flavià va morir pocs dies després a causa de les ferides. Eusebi va fugir i es va dirigir a Roma on va informar al Papa dels esdeveniments.
A la sessió del 22 d'agost van ser condemnats també els bisbes contraris al monofisisme del patriarcat d'Antioquia. Finalment es van assumir les interpretacions de Ciril d'Alexandria sobre la noció de physis (naturalesa) i es van repetir les condemnes al nestorianisme.

## Acceptació
Atès que els requeriments del papa Lleó no van ser tinguts en compte, aquest va declarar el concili com a nul i el va definir com un latrocinium. No obstant això, l'emperador Teodosi II el considerava vàlid i va fer recollir les seves actes, que van ser incloses al Codi teodosià.
El seu successor, Marcià, va convocar el 451 un altre concili, aquesta vegada a Calcedònia, on el monofisisme va ser condemnat i es va reprendre la terminologia sobre la naturalesa diversa de la divinitat.
L'Església d'Alexandria va romandre fidel al monofisisme i va donar lloc a l'Església copta.